# Mes petites entreprises
Albums de Alain Bashung
Fantaisie militaire
(1998) Climax
(1999)
Mes petites entreprises est un coffret triple CD d'Alain Bashung, sorti le 6 novembre 1998.
Quelques mois après sa sortie, elle est remplacée par la triple-compilation Climax comportant en plus des inédits et des chansons issues de Fantaisie Militaire.

## Liste des pistes

### CD1
| No  | Titre                               | Durée |
| --- | ----------------------------------- | ----- |
| 1.  | C'est la faute à Dylan              | 3:43  |
| 2.  | Je fume pour oublier que tu bois    | 4:14  |
| 3.  | Pas question que j'perde le feeling | 3:55  |
| 4.  | Bijou bijou                         | 5:37  |
| 5.  | Toujours sur la ligne blanche       | 6:05  |
| 6.  | Squeeze                             | 3:30  |
| 7.  | Elle s'fait rougir toute seule      | 3:09  |
| 8.  | Gaby oh Gaby                        | 3:56  |
| 9.  | Ça cache quekchose                  | 2:48  |
| 10. | L'araignée                          | 2:49  |
| 11. | Aficionado                          | 2:35  |
| 12. | Vertige de l'amour                  | 3:19  |
| 13. | Rebel                               | 4:21  |
| 14. | Reviens va-t-en                     | 3:13  |
| 15. | C'est comment qu'on freine          | 3:00  |
| 16. | Martine boude                       | 4:24  |
| 17. | Lavabo                              | 3:19  |
| 18. | J'croise aux Hébrides               | 4:21  |
| 19. | What's in a Bird                    | 3:21  |
| 20. | Élégance                            | 3:44  |

### CD2
| No  | Titre                     | Durée |
| --- | ------------------------- | ----- |
| 1.  | S.O.S Amor                | 3:45  |
| 2.  | Les Européennes           | 4:11  |
| 3.  | Hey Joe                   | 4:58  |
| 4.  | Camping jazz              | 3:45  |
| 5.  | Douane Eddy               | 3:10  |
| 6.  | Malédiction               | 3:38  |
| 7.  | Chat                      | 2:39  |
| 8.  | Bombez !                  | 3:16  |
| 9.  | Pyromanes                 | 3:28  |
| 10. | Volutes                   | 3:26  |
| 11. | Osez Joséphine            | 2:59  |
| 12. | J'écume                   | 3:59  |
| 13. | Madame rêve               | 4:50  |
| 14. | Nights in White Satin     | 4:50  |
| 15. | Les Mots bleus            | 5:10  |
| 16. | Ma petite entreprise      | 4:14  |
| 17. | J'passe pour une caravane | 3:44  |
| 18. | L'apiculteur              | 7:49  |

### CD3
| No  | Titre                                                       | Durée |
| --- | ----------------------------------------------------------- | ----- |
| 1.  | Junge Männer                                                | 2:32  |
| 2.  | Prise femelle                                               | 1:09  |
| 3.  | Bistouri scalpel *                                          | 4:19  |
| 4.  | Spiele Mich an Die Wand                                     | 4:45  |
| 5.  | Climax (face B du single Étrange été)                       | 3:44  |
| 6.  | Not Tonight Josephine                                       | 3:15  |
| 7.  | La Peur des mots                                            | 2:39  |
| 8.  | Toile Emeri (face B du single Ma petite entreprise)         | 3:31  |
| 9.  | Flash limonade (face B du single J’Passe pour une caravane) | 3:21  |
| 10. | Silence mes anges ( face B du singe La Nuit je mens)        | 4:40  |
| 11. | Strip Now *                                                 | 4:37  |
| 12. | Procession *                                                | 14:46 |

Les titres suivis d’un astérisque sont extraits de la B.O.F du Cimetière des voitures de Fernando Arrabal (1983).